# Viktor Michl

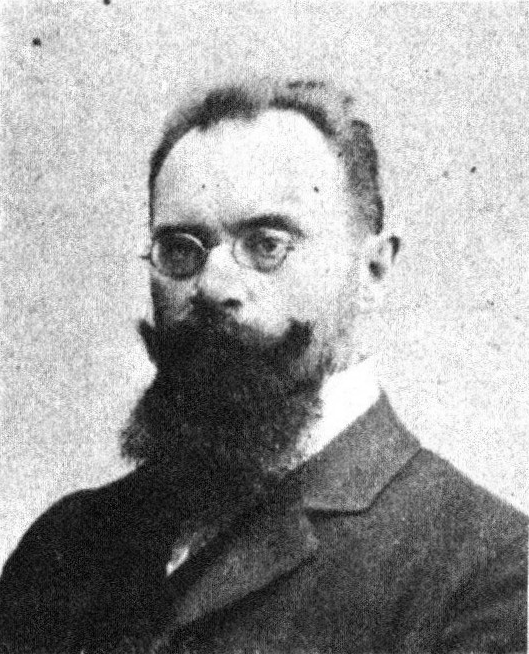
Viktor Michl

Viktor Michl (* 24. Januar 1865 in Pozorka, Böhmen; † 7. November 1927 in Mies, Tschechoslowakei) war als Reichsratsabgeordneter einer der bedeutendsten Politiker Deutschböhmens. Nach dem Ende des Ersten Weltkrieges gehörte er der provisorischen Nationalversammlung Deutsch-Österreichs an.

## Leben

### Herkunft und Studium
Michl wurde am 24. Januar 1865 in Pozorka in Böhmen als Sohn eines Obergeometers geboren. Nach Erlangung der Hochschulreife begann er in Prag sein medizinisches Studium, welches er 1892 mit der Promotion zum Dr. med. beendete. Während seiner Studienzeit schloss er sich der Burschenschaft Teutonia Prag an. Michl war in erster Ehe mit Zdenka Streer von Streeruwitz († 1922), einer Tochter von Adolf Streer von Streeruwitz verheiratet; 1922 heiratete er 1922 Elisabeth Russ.

### Berufliche und politische Tätigkeit
Michl war nach Beendigung des Studiums zunächst Praktischer- und Stadtarzt in Mies, sowie Bezirkskrankenkassenarzt und Medizinalrat. 1896 war er Mitbegründer des Bundes der Deutschen in Böhmen in Mies und ab 1919 Mitglied der Hauptleitung. Sein Engagement galt noch weiteren Vereinen, wie zum Beispiel „Freie Schule“, dessen Obmann er war. 
Seine politische Karriere begann als Mitglied des Gemeindeausschusses und der Bezirksvertretung in Mies. In den Reichsrat wurde er zum ersten Mal 1907 für den Wahlkreis Böhmen 93 Mies-Bischofteinitz-Bergreichenstein gewählt. Michl war zunächst für die Freialldeutschen und danach für die Deutschradikalen Reichsratsabgeordneter in Wien. Nach dem Ende des Ersten Weltkrieges und dem Zerfall der k.u.k-Monarchie war er für die DnP Abgeordneter der provisorischen Nationalversammlung des selbständigen deutsch-österreichischen Staates. Im Jahre 1919 übernahm er die Hauptleitung des Bundes der Landwirte.